# Ermida de São Sebastião do Mato
A Ermida de São Sebastião do Mato é um pequeno templo, entretanto já profanado, que se localiza junto à saída norte da vila da Chamusca, no topo de um pequeno cabeço. Do seu antigo adro, contempla-se o Tejo e a vastidão da lezíria.
A sua fundação remonta ao século XVII, sendo porém desconhecidos o ano concreto e o fundador. Em 1837, a ermida foi entregue pela viúva de Francisco Caetano da Rocha à Santa Casa da Misericórdia, que por sua vez a transferiu para a Paróquia em 1846. Pouco depois, a ermida seria profanada, já nada restando do seu antigo recheio nos dias de hoje. Actualmente, a ermida é uma simples arrecadação, apesar de o aspecto exterior do edifício permanecer intacto, conservando ainda o frontão, com um óculo, e a sineira.